# Waldsolms
Waldsolms település Németországban, Hessen tartományban. Lakosainak száma 4892 fő (2023. december 31.). Waldsolms Schöffengrund és Braunfels községekkel határos.

## Népesség
A település népességének változása:
| Lakosok száma | 4765 | 4732 | 4785 | 4856 | 4892 |
|               | 2017 | 2019 | 2021 | 2022 | 2023 |